# ديجو بولينتا
ديجو بولينتا (بالإسبانية: Diego Fabián Polenta Musetti)‏ (6 فبراير 1992 الأوروغواي - ) هو لاعب كرة قدم إيطالي، يلعب كمدافع، شارك في الألعاب الأولمبية الصيفية 2012.

## وصلات خارجية
ديجو بولينتا على موقع الاتحاد الدولي (مؤرشف)  (الإنجليزية)
- ديجو بولينتا على موقع الدوري الأمريكي (الإنجليزية)
- ديجو بولينتا على موقع قاعدة بيانات كرة القدم.إي يو (الإنجليزية)
- ديجو بولينتا على موقع Soccerway.com (الإنجليزية)
- ديجو بولينتا على موقع عالم كرة القدم.نت (الإنجليزية)
- ديجو بولينتا على موقع أوليمبيديا (الإنجليزية)